# Le Cycle du caca
Le Cycle du caca (A Very Crappy Christmas en version originale) est le dix-septième et dernier épisode de la quatrième saison de la série animée South Park, ainsi que le 65e épisode de l'émission.

## Synopsis
South Park a perdu l'esprit de Noël, ce qui déplaît à M. Hankey. Les enfants décident de l'aider en créant un film censé imprégner les habitants de cet esprit.

## Mort deKenny
Il est écrasé par une voiture.
Stan se contente d'un « Ça fait rien, il était déjà mort dans notre film ».
On revoit son cadavre dans la dernière scène lorsque des rats viennent le dévorer.